# النستراوية (عمل)

خريطة للدلتا في عهد الكور الكبرى تظهر فيها حدود الكورة

أعمال النستراوية هو تقسيم جُغرافي مصري استُحدث في عصر الدولة الفاطمية على أراضي كور رشيد وإخنا والبحيرة من كور الحوف الغربي، وكانت تشغل الساحل الشمالي للدلتا المحيط ببحيرتي البرلس وإدكو، وقاعدتها مدينة نستراوه المندثرة الآن، وظل العمل قائمًا بهذه الأعمال حتى بداية العصر العثماني في مصر، حيث دُمجت في ولاية الغربية.

## نواحي أعمال النستراوية

### نواحي لا زالت موجودة إلى اليوم
| المحافظة  | المركز    | القرى          |
| --------- | --------- | -------------- |
| البحيرة   | المحمودية | الجنان والحافر |
| البحيرة   | إدكو      | إتكو           |
| البحيرة   | رشيد      | رشيد           |
| كفر الشيخ | البرلس    | بلطيم · البرلس |
| كفر الشيخ | مطوبس     | منية ابن مرشد  |

### نواحي اندثرت
- أرض الليان[3]
- الجزيرة الخضرا[3]
- الروين[3]
- سنجار،[3] كانت جزيرة في وسط بحيرة البرلس، وكانت كرسى لأسقفية قبل دخول الإسلام مصر، وكانت تقع على بعد 10 كيلومترات جنوب غرب برج البرلس.[4]
- شورى،[3] صارت اليوم من توابع برج البرلس.[5]
- ملاحات الكريون[3]
- نستراوه، كانت قاعدة هذه الأعمال وتقع في شبه الجزيرة الغربية التي تعلو بحيرة البرلس اليوم.[6]